# プロボクシング・世界チャンピオン会
プロボクシング世界チャンピオン会（プロボクシング・せかいチャンピオンかい）は、日本においてプロボクシング世界王者となった者による組織で、野球における日本プロ野球名球会に相当する。2010年2月15日の東日本ボクシング協会総会で決定、5月14日に発足を発表した。

## 活動内容
JBCが認定するWBA・WBC王座獲得者は2010年2月まで66名（男子62名・女子4名）誕生しているが、そのうち、渡辺二郎（JBCより無期限ライセンス停止中）を除く65名が参加の資格が得られ、物故者や帰国した外国人などを除いた58名が発足に参加した。
世界チャンピオン会の発足発表と同時に、1952年5月19日に白井義男が日本人初の世界タイトル保持者となったことを記念して、同日を「ボクシングの日」とする。毎年この日には「ファン感謝イベント」が開催される。ボクシングの日の第1回イベントでは後楽園ホールに現役を含めた歴代世界王者38人が集まり、世界チャンピオン会発足式、新旧世界王者によるトークショーやキッズボクシング教室、慈善オークションを実施し、新人王予選や半世紀ぶりに日本で復活したヘビー級公式試合（4回戦）、女子のエキシビションマッチを開催した。
同年10月に李冽理が世界王座を獲得し、発足後の入会資格獲得者第1号となった。
2011年のボクシングの日には、現役・引退を含めて45人の世界王者が集結し、東日本大震災からの復興支援として、会場での募金活動、サイン色紙やグローブなどのオークション、グッズ販売を通しての義援金集めといった慈善イベントを行った。また、前年より試験採用されている女子のプロトライアルマッチ、日本&東洋太平洋ダブルタイトルマッチも組まれた。
2013年10月4日、主催イベントとして「世界チャンピオンFANミーティング」を東京ドームホテルで開催。

## 発足メンバー
- 最高顧問：ファイティング原田（フライ級、WBA・WBCバンタム級）
- 会長：ガッツ石松（WBCライト級）
- 副会長：具志堅用高（WBAライトフライ級）
- 事務局長：中島成雄（WBCライトフライ級）
- 理事：渡嘉敷勝男（WBAライトフライ級）
- 理事：畑中清詞（WBCスーパーバンタム級）
- 理事：平仲明信（WBAスーパーライト級）
- 理事：飯田覚士（WBAスーパーフライ級）
- 理事：セレス小林（WBAスーパーフライ級）
- 特別顧問：大橋秀行（WBAミニマム級・WBCミニマム級）

## 世界チャンピオンFANミーティング
2013年10月4日に東京ドームホテルで第1回開催。男女新旧合わせて39人の世界チャンピオンが参加、ゲストとして俳優の千葉真一、元プロ野球監督の古葉竹識ら著名人も来場、320人のボクシングファンを集めて執り行われた。